# Gustave Hansotte
Gustave-Marie Hansotte (Parijs, 25 mei 1827 - Vilvoorde, 22 maart 1886) was een 19e-eeuwse provinciaal architect in de provincie Brabant. Hij ontwierp of verbouwde hoofdzakelijk openbare constructies in eclectische, neoclassicistische  of neogotische stijl.

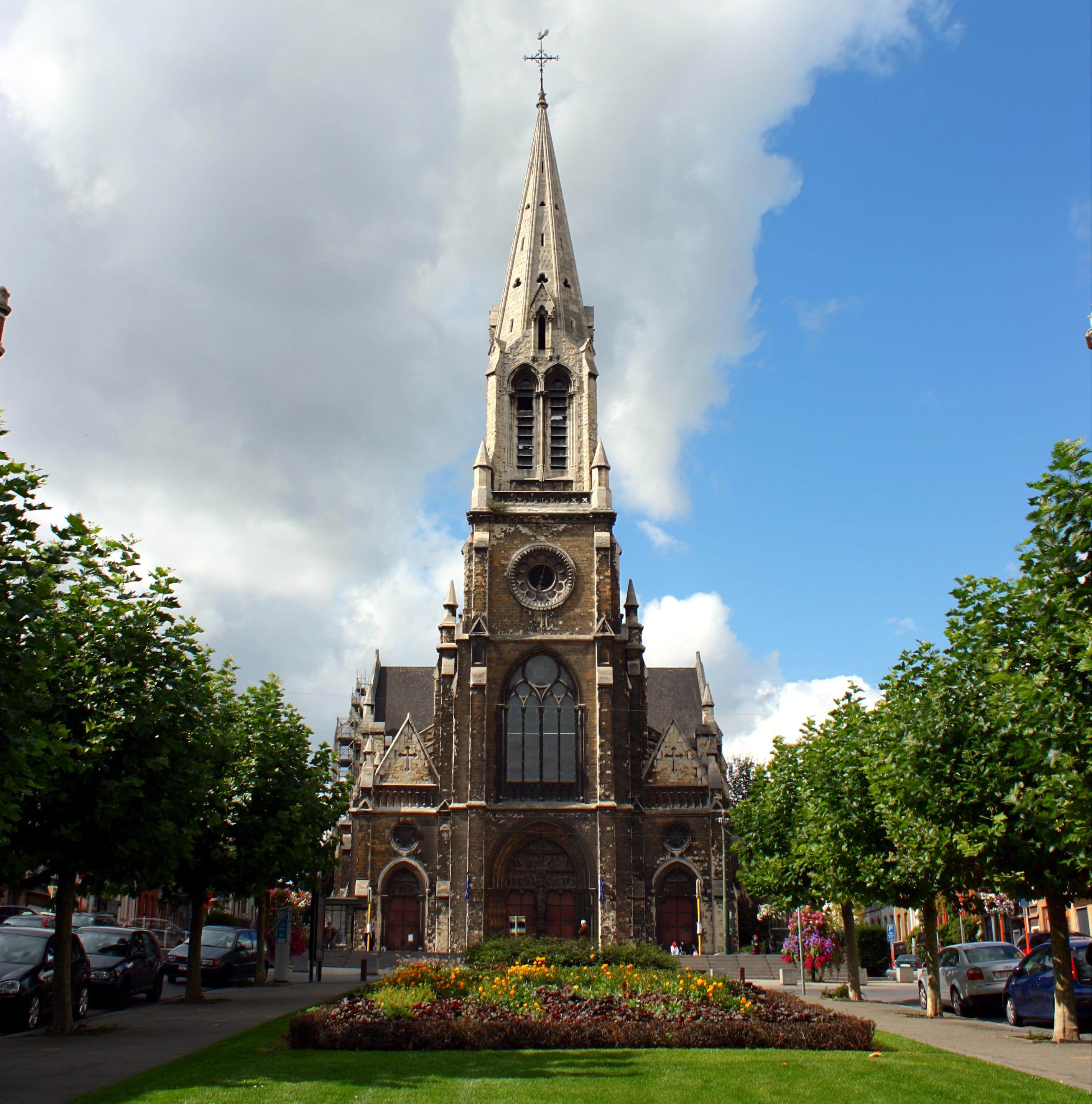
Sint-Servaaskerk te Schaarbeek (1871).

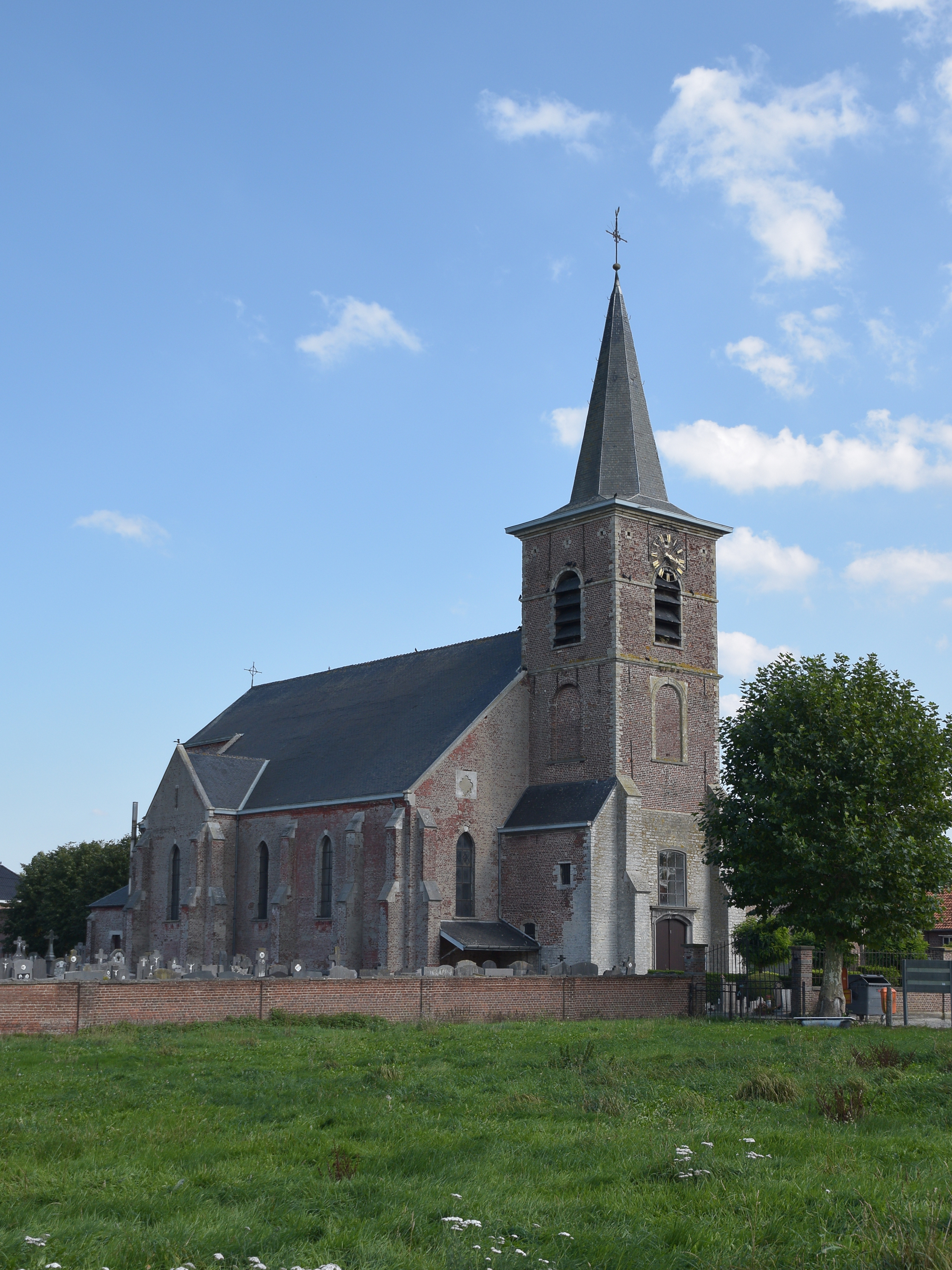
Wolvertem. Sint-Medardus en -Gildarduskerk (1873).

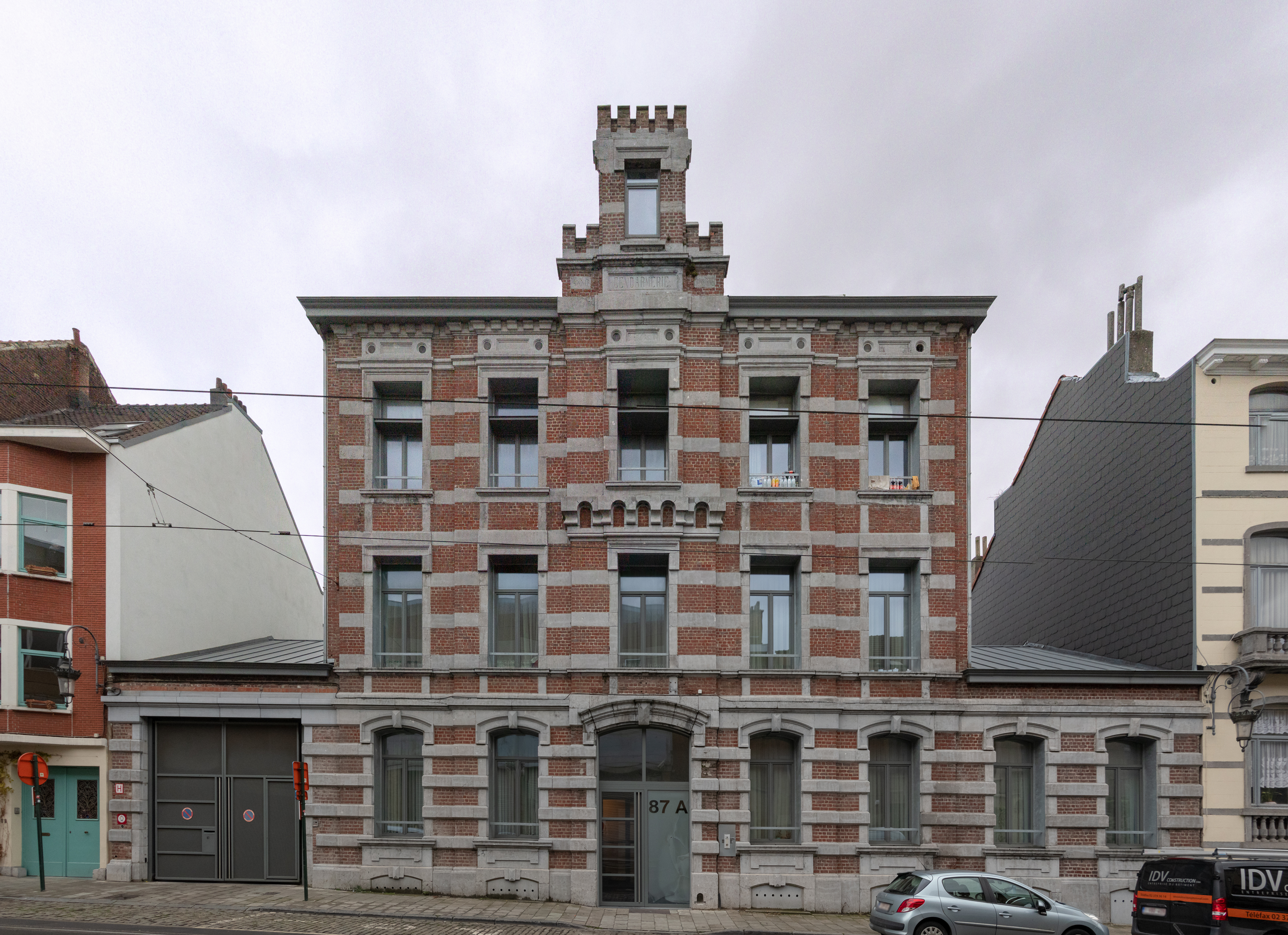
Laken. Rijkswachtkazerne (1881).

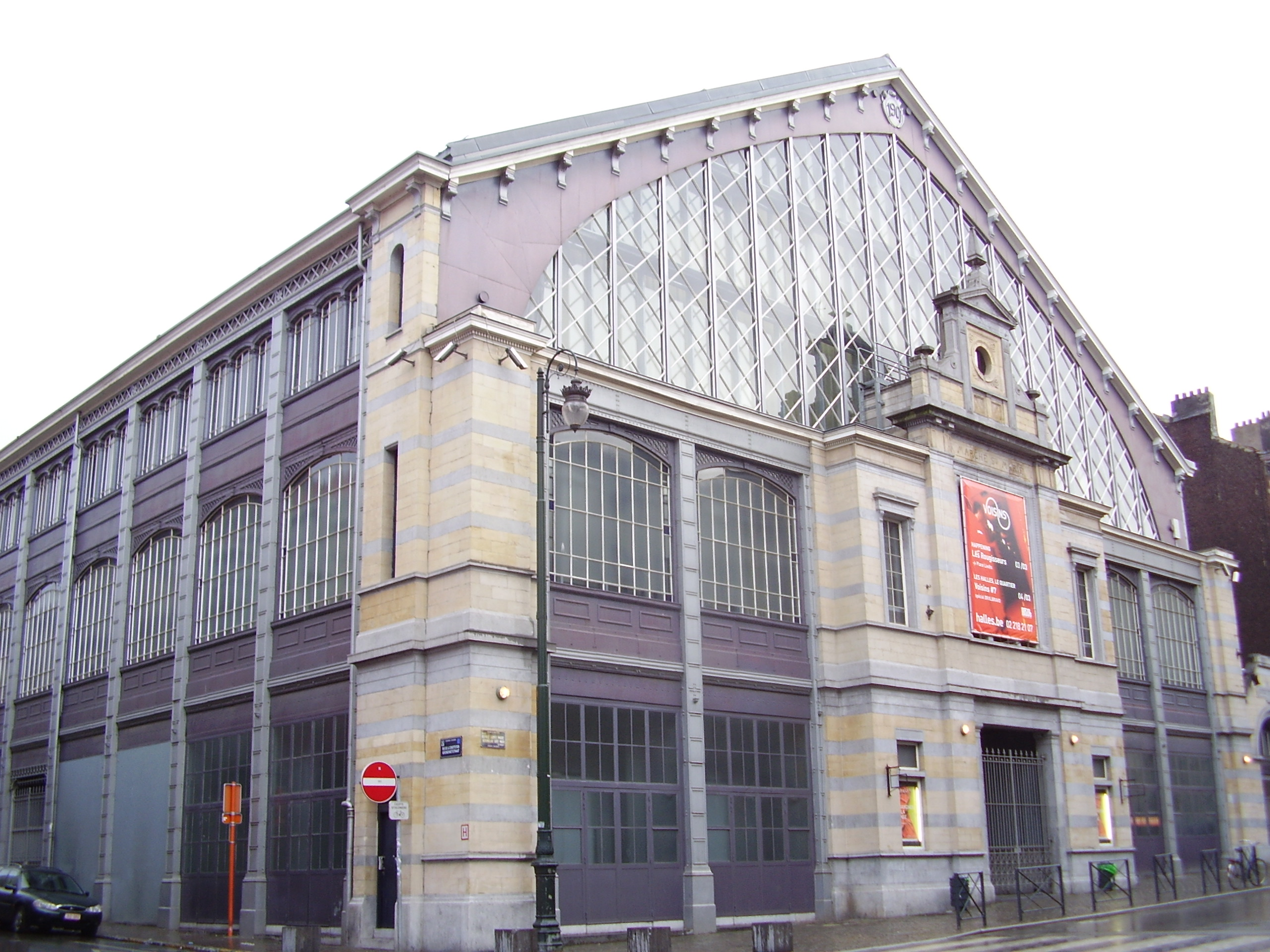
Markthallen te Schaarbeek (1865).

## Biografie

### Opleiding en werken
Gustave-Marie Hansotte werd in 1827 geboren in Parijs. 
Vanaf de leeftijd van 20 jaar, en dit gedurende een episode van vijf jaar (1847-1852), studeerde hij aan de École nationale supérieure des beaux-arts in Parijs waar hij les kreeg van architect Louis-Hippolyte Lebas (°1782 †1867).
Naderhand vestigde Hansotte zich in België en trad er in dienst bij het provinciebestuur van Brabant. Hij bekleedde er vanaf 1869 de functie van hoofdarchitect. Zijn oeuvre werd vooral  gekenmerkt door publieke werken zoals kerken, scholen, en pastorieën.

### Familie
Gustave Hansotte was gehuwd met Bernardine Lapierre.

### Functies
Benevens zijn betrekking bij het provinciebestuur, had Hansotte de volgende bezigheden:
- Schepen van de gemeente Schaarbeek,
- Corresponderend lid van de Koninklijke Commissie voor Monumenten.

### Overlijden
Gustave Hansotte overleed betrekkelijk jong en totaal onverwacht op 59-jarige leeftijd.
De begrafenisplechtigheid vond plaats op donderdag, 25 maart 1886, in de Koninklijke Sint-Mariakerk te Schaarbeek; waarvan hij korte tijd voordien de koepel had voltooid. 
Hij werd ter aarde besteld op het kerkhof van Laken, op perk 16 (weg 1).

## Oeuvre(selectie)
- 1863: Brussel, Koningsstraat 284. Groot burgershuis, in 1936 gesloopt en naderhand vervangen door een woning in modernistische stijl.
- 1864: Schaarbeek. Koninklijke Sint-Mariakerk. Deze kerk werd in 1845 ontworpen door architect Henri Désiré Louis van Overstraeten (1818-1849). Na dezes vroegtijdig overlijden werd de bouw verder gezet door diens schoonvader: Louis Roelandt. Toen deze laatste in 1864 eveneens de geest gaf, werd Gustave Hansotte de werfleider. De constructie werd ten slotte voltooid in 1888.
- 1865: Schaarbeek. Sinte-Mariastraat 22a. Markthallen. De originele gebouwen werden ontworpen en opgetrokken door Gustave Hansotte. Door een brand vernield op 16 augustus 1898, werden deze hallen in 1901 naar het oorspronkelijke model herbouwd door architect Hyppolyte Jaumont, ingenieur Pirotte en aannemer Bertaux.
- 1866: Schaarbeek, Haachtsesteenweg. Neogotische Sint-Servatiuskerk. Alhoewel de plans van 1866 dateerden, werd de bouw slechts aangevat in 1871 en voltooid in 1876.
- 1868: Linkebeek. Gemeenteplein 2. Gemeentehuis en gemeenteschool (anno 2019 alleen nog administratieve gemeentediensten).
- 1870: Overijse. Kapelleweg. Vernieuwing van het dak van de Sint-Michielskerk.
- 1871: Oudenaken. Baasbergstraat 70. Pastorie van de Sint-Pieters-Bandenkerk.
- 1871: Bekkerzeel. Schutstraat 4. Vergroting van deSint-Godarduskerk, in 1763 gebouwd door architect William Van der Stallen.
- 1872: Londerzeel. Markt 1. Gemeentehuis in neotraditionele stijl.
- 1873: Sint-Gillis. Henri Jasparlaan 101. Kliniek Antoine Depage.
- 1873: Wolvertem. Rossemdorp. Neogotische Sint-Medardus en -Gildarduskerk.
- 1873: Beigem. Zevensterre 4. Pastorie van de Onze-Lieve-Vrouwekerk, in eclectische stijl.
- 1873: Grimbergen. Verbrandebrugsesteenweg 167. Neogotische Heilig Hartkerk, ontworpen in 1873 doch post mortem gebouwd in 1887.
- 1874: Kampenhout. Dorpsstraat 1. Onze-Lieve-Vrouwekerk.
- 1874: Asse. Gemeenteplein 26. Verpleegzaal van het Onze-Lieve-Vrouwegasthuis. Deze verpleegzaal werd wegens bouwvalligheid in 1984 gesloopt. De rest van het gasthuis doet anno 2019 dienst als Cultureel Centrum.
- 1874: Sint-Kwintens-Lennik. Deken Verbesseltstraat. Noordelijke sacristie van de Sint-Kwintenskerk.
- 1875: Nossegem. Sint-Lambertusstraat 16. Restauratie en vergroting van de in 1640 gebouwde pastorie.
- 1875 : Gemeenteschool Les Maronniers te Etterbeek, Fétisstraat 29-31. Gebouw in eclectische stijl met neoclassicistische invloeden.
- 1875: Sint-Ulriks-Kapelle. Kerkstraat. Pastorie in neotraditionele stijl.
- 1876: Halle. Kasteelstraat 77. Pastorie van de Sint-Jozef en Sint-Franciscuskerk.
- 1877: Alsemberg. Brusselsesteenweg 77a en 77b. Onderwijzerswoning in neotraditionele stijl evenals een gemeenteschool. De woning is bewaard gebleven. De school werd gesloopt en vervangen door een ander gebouw.
- 1880: Merchtem. Nieuwbaan 75. Onze-Lieve-Vrouw Onbevlekt Ontvangenkerk.
- 1881: Laken. Rijkswachtkazerne, anno 2019: politiekantoor. Gebouwd in eclectische stijl. Na de dood van Gustave Hansotte, vergroot door architect Dumortier, in 1889.
- 1882: Sint-Joost-ten-Node. Musinstraat 1. Oratorium van het klooster der Zusters van Goede Bijstand.
- 1883: Strombeek-Bever. Sint-Amandsplein. Neogotisch schip, zijbeuken en toren van de Sint-Amandskerk. De overige delen van de kerk  werden gebouwd door Eugeen Gife.
- 1885: Neogotische Sint-Gertrudiskerk aan het Van Meyelplein te Etterbeek.
- 1885: Drogenbos. Grote Baan 226. Pastorie van de Sint-Niklaaskerk.
- 1885: Hoeilaart. Gemeenteplein 12a. Medewerking bij de bouw van gewelven in de door Herman Jaminé ontworpen Sint-Clemenskerk.
- 1885-1886: Peutie. Pastoriestraat 16. Pastorie van de Sint-Martinuskerk.
- 1885-1887: Brussel. Eikstraat 18-22. Linkervleugel van het 18de-eeuwse provinciehuis Hôtel de Limminghe (provincie Brabant).
- circa 1886-1888: Essenbeek. Kasteelstraat. Neogotische Sint-Jozef en Sint-Franciscuskerk.
- 1887-1888: Diegem. Kerktorenstraat. Herstelling van de toren der Sint-Catharina en Sint-Corneliuskerk.